# Campeonato Gaúcho de Futebol de 2017 - Segunda Divisão
O Campeonato Gaúcho de Futebol - Segunda Divisão de 2017 foi a 17ª edição do terceiro nível do futebol gaúcho. A competição, organizada pela Federação Gaúcha de Futebol, foi disputada por quinze equipes entre os meses de abril e julho e garantiu o acesso à Divisão de Acesso de 2018, às duas equipes melhores classificadas.
O estreante, Internacional B, conquistou o título inédito, de forma invicta, ao derrotar por duas vezes o Bagé na final da competição. Bagé e Igrejinha ascenderam à Divisão de Acesso.

## Fórmula de Disputa
O regulamento inicial contava com dezenove equipes e previa uma primeira fase com três grupos (dois de seis e um de sete participantes), onde os quatro melhores avançavam para a próxima fase. Com a desistência de Riopardense, Palmeirense e Atlético Carazinho o regulamento foi alterado, mantendo-se os três grupos, porém com a diferença de participantes entre eles (dois de seis e um de quatro participantes), classificariam-se os quatro primeiros do grupo A e B e os três primeiros do grupo C. O quinto melhor colocado do grupo A ou B completaria as equipes que avançariam à fase seguinte. Porém com a desistência de mais um clube, desta vez o São Borja, a fórmula da primeira fase sofreu nova alteração, os clubes foram novamente divididos, desta vez em dois grupos. A segunda fase que contaria com três grupos de quatro equipes também sofreu reformulação.
- Primeira fase (classificatória): As quinze equipes foram divididas em dois grupos, um com oito e outro com sete participantes, onde os clubes se enfrentam todos contra todos em jogos de ida e volta, dentro do grupo. As seis melhores equipes de cada grupo avançam à segunda fase.
- Segunda fase (hexagonal): As doze equipes classificadas foram divididas novamente em dois grupos, onde os clubes se enfrentam todos contra todos em jogos de ida e volta, dentro do grupo, classificando para a próxima fase os quatro melhores colocados de cada grupo.
- Terceira fase (final): Quartas de final, onde as oito equipes classificadas disputam a vaga em sistema de mata-mata, o mesmo vale para a semifinal e final. O campeão e o vice-campeão serão qualificados para a Divisão de Acesso de 2018,

Observações:
- As equipes B de Grêmio e Internacional não podem obter o acesso. Caso ambas cheguem à semifinal da competição, as vagas do Acesso serão destinadas às duas demais equipes também qualificadas as semifinais, mesmo que não obtenham a classificação à final.
- Na hipótese de apenas uma das equipes B de Grêmio e Internacional chegar a semifinal e esta avançar para a final da competição contra uma das equipes denominadas do "interior", a segunda vaga para o Acesso será disputada em duas partidas de ida e volta entre as equipes eliminadas na fase semifinal.
- O campeonato segue sendo no formato sub-23, podendo, a cada jogo, quatro atletas acima da idade e três que tenham disputado uma divisão superior de qualquer campeonato estadual, participarem da partida.

## Participantes
Os participantes foram divulgados pela FGF após o congresso técnico, no dia 30 de janeiro.
- Após serem anunciados, Atlético Carazinho, Palmeirense, Riopardense e posteriormente o São Borja desistiram de participar da competição.[3][4]

- Novo Horizonte não possui estádio próprio. O Estádio indicado é onde a equipe manda seus jogos.

## Primeira Fase

### Grupo A
| Grupo A | Grupo A            | Grupo A | Grupo A | Grupo A | Grupo A | Grupo A | Grupo A | Grupo A | Grupo A | Grupo A |
| Pos     | Times              | Pts     | J       | V       | E       | D       | GP      | GC      | SG      | %       |
| ------- | ------------------ | ------- | ------- | ------- | ------- | ------- | ------- | ------- | ------- | ------- |
| 1       | Internacional B    | 38      | 14      | 12      | 2       | 0       | 44      | 6       | 38      | 90      |
| 2       | Bagé               | 22      | 14      | 7       | 1       | 6       | 28      | 17      | 11      | 52      |
| 3       | Sapucaiense        | 20      | 14      | 5       | 5       | 4       | 15      | 16      | -1      | 47      |
| 4       | Rio Grande         | 17      | 14      | 5       | 2       | 7       | 10      | 21      | -11     | 40      |
| 5       | Riograndense       | 17      | 14      | 5       | 2       | 7       | 18      | 30      | -12     | 40      |
| 6       | Novo Horizonte[1]  | 15      | 14      | 4       | 6       | 4       | 16      | 21      | -5      | 42      |
| 7       | Farroupilha        | 14      | 14      | 3       | 5       | 6       | 14      | 20      | -6      | 33      |
| 8       | Guarany de Camaquã | 9       | 14      | 2       | 3       | 9       | 12      | 26      | -14     | 21      |

|  |                                      |
|  | Equipes classificadas à Segunda Fase |

| Resultados (Resumo) | Resultados (Resumo) | Resultados (Resumo) | Resultados (Resumo) | Resultados (Resumo) | Resultados (Resumo) | Resultados (Resumo) | Resultados (Resumo) | Resultados (Resumo) |
| Clube               | BAG                 | FAR                 | GUA                 | INT                 | NHO                 | RGR                 | RIO                 | SAP                 |
| ------------------- | ------------------- | ------------------- | ------------------- | ------------------- | ------------------- | ------------------- | ------------------- | ------------------- |
| Bagé                |                     | 3 – 0               | 4 – 1               | 2 – 3               | 4 – 0               | 4 – 0               | 4 – 0               | 0 – 1               |
| Farroupilha         | 0 – 1               |                     | 0 – 0               | 1 – 3               | 1 – 2               | 0 – 0               | 0 – 2               | 4 – 0               |
| Guarany de Camaquã  | 1 – 2               | 1 – 3               |                     | 1 – 2               | 0 – 0               | 3 – 0               | 1 – 2               | 1 – 0               |
| Internacional B     | 4 – 0               | 4 – 0               | 4 – 0               |                     | 3 – 0               | 4 – 1               | 6 – 0               | 3 – 0               |
| Novo Horizonte      | 1 – 1               | 1 – 1               | 1 – 1               | 1 – 5               |                     | 4 – 1               | 3 – 2               | 0 – 0               |
| Rio Grande          | 2 – 1               | 0 – 1               | 1 – 0               | 0 – 0               | 1 – 0               |                     | 3 – 0               | 1 – 0               |
| Riograndense        | 2 – 1               | 2 – 2               | 3 – 1               | 0 – 3               | 0 – 2               | 2 – 0               |                     | 2 – 2               |
| Sapucaiense         | 2 – 1               | 1 – 1               | 4 – 1               | 0 – 0               | 1 – 1               | 2 – 0               | 2 – 1               |                     |

|  |                     |  |        |  |                      |
|  | Vitória do Mandante |  | Empate |  | Vitória do Visitante |

NOTA ^ : Por determinação do TJD-RS, o Novo Horizonte perdeu três pontos pela escalação irregular do atleta Andrews Juan de Brito Goulart.

### Grupo B
| Grupo B | Grupo B       | Grupo B | Grupo B | Grupo B | Grupo B | Grupo B | Grupo B | Grupo B | Grupo B | Grupo B |
| Pos     | Times         | Pts     | J       | V       | E       | D       | GP      | GC      | SG      | %       |
| ------- | ------------- | ------- | ------- | ------- | ------- | ------- | ------- | ------- | ------- | ------- |
| 1       | Grêmio B      | 31      | 12      | 10      | 1       | 1       | 33      | 9       | 24      | 86      |
| 2       | Três Passos   | 22      | 12      | 6       | 4       | 2       | 17      | 7       | 10      | 61      |
| 3       | Igrejinha     | 21      | 12      | 7       | 0       | 5       | 15      | 10      | 5       | 58      |
| 4       | Elite         | 15      | 12      | 4       | 3       | 5       | 15      | 18      | -3      | 41      |
| 5       | Gaúcho        | 11      | 12      | 2       | 5       | 5       | 13      | 27      | -14     | 30      |
| 6       | PRS Garibaldi | 9       | 12      | 2       | 3       | 7       | 15      | 23      | -8      | 25      |
| 7       | Nova Prata    | 8       | 12      | 2       | 2       | 8       | 11      | 25      | -14     | 22      |

|  |                                      |
|  | Equipes classificadas à Segunda Fase |

| Resultados (Resumo) | Resultados (Resumo) | Resultados (Resumo) | Resultados (Resumo) | Resultados (Resumo) | Resultados (Resumo) | Resultados (Resumo) | Resultados (Resumo) |
| Clube               | ELI                 | GAU                 | GRE                 | IGR                 | NPA                 | PRS                 | TRE                 |
| ------------------- | ------------------- | ------------------- | ------------------- | ------------------- | ------------------- | ------------------- | ------------------- |
| Elite               |                     | 2 – 1               | 1 – 3               | 0 – 1               | 1 – 1               | 3 – 2               | 1 – 0               |
| Gaúcho              | 0 – 0               |                     | 0 – 5               | 2 – 1               | 1 – 1               | 3 – 3               | 1 – 1               |
| Grêmio B            | 4 – 2               | 7 – 1               |                     | 1 – 0               | 2 – 0               | 2 – 1               | 0 – 1               |
| Igrejinha           | 1 – 0               | 3 – 1               | 0 – 1               |                     | 2 – 1               | 4 – 1               | 0 – 1               |
| Nova Prata          | 3 – 2               | 1 – 2               | 0 – 4               | 0 – 1               |                     | 1 – 2               | 2 – 1               |
| PRS Garibaldi       | 1 – 2               | 1 – 1               | 2 – 3               | 0 – 1               | 2 – 1               |                     | 0 – 0               |
| Três Passos         | 1 – 1               | 2 – 0               | 1 – 1               | 2 – 1               | 5 – 0               | 2 – 0               |                     |

|  |                     |  |        |  |                      |
|  | Vitória do Mandante |  | Empate |  | Vitória do Visitante |

## Segunda Fase

### Grupo C
| Grupo C | Grupo C         | Grupo C | Grupo C | Grupo C | Grupo C | Grupo C | Grupo C | Grupo C | Grupo C | Grupo C |
| Pos     | Times           | Pts     | J       | V       | E       | D       | GP      | GC      | SG      | %       |
| ------- | --------------- | ------- | ------- | ------- | ------- | ------- | ------- | ------- | ------- | ------- |
| 1       | Internacional B | 30      | 10      | 10      | 0       | 0       | 27      | 3       | 24      | 100     |
| 2       | Bagé            | 20      | 10      | 6       | 2       | 2       | 15      | 10      | 5       | 66      |
| 3       | Rio Grande      | 17      | 10      | 5       | 2       | 3       | 7       | 7       | 0       | 56      |
| 4       | Novo Horizonte  | 10      | 10      | 3       | 1       | 6       | 3       | 18      | -15     | 33      |
| 5       | Sapucaiense     | 9       | 10      | 2       | 3       | 3       | 5       | 9       | -4      | 26      |
| 6       | Riograndense    | 0       | 10      | 0       | 0       | 10      | 0       | 10      | -10     | 0       |

|  |                                             |
|  | Equipes classificadas às Quartas de finais. |

| Resultados (Resumo) | Resultados (Resumo) | Resultados (Resumo) | Resultados (Resumo) | Resultados (Resumo) | Resultados (Resumo) | Resultados (Resumo) |
| Clube               | BAG                 | INT                 | NHO                 | RGR                 | RIO                 | SAP                 |
| ------------------- | ------------------- | ------------------- | ------------------- | ------------------- | ------------------- | ------------------- |
| Bagé                |                     | 1 – 3               | 3 – 0               | 3 – 0               | 1 – 0               | 1 – 1               |
| Internacional B     | 6 – 1               |                     | 5 – 0               | 2 – 0               | 1 – 0               | 2 – 1               |
| Novo Horizonte      | 0 – 2               | 0 – 5               |                     | 0 – 1               | 1 – 0               | 0 – 0               |
| Rio Grande          | 0 – 0               | 0 – 1               | 2 – 0               |                     | 1 – 0               | 1 – 1               |
| [CANC]Riograndense  | 0 – 1               | 0 – 1               | 0 – 1               | 0 – 1               |                     | 0 – 1               |
| Sapucaiense         | 0 – 2               | 0 – 1               | 0 – 1               | 0 – 1               | 1 – 0               |                     |

|  |                     |  |        |  |                      |
|  | Vitória do Mandante |  | Empate |  | Vitória do Visitante |

NOTA ^  Devido a diversos contratempos, a Equipe do Riograndense comunicou à FGF, a desistência da competição. Segundo regulamento, cancelam-se todas as partidas, aplicando-se o escore convencional de 1-0 em favor dos adversários do clube desistente.

### Grupo D
| Grupo D | Grupo D       | Grupo D | Grupo D | Grupo D | Grupo D | Grupo D | Grupo D | Grupo D | Grupo D | Grupo D |
| Pos     | Times         | Pts     | J       | V       | E       | D       | GP      | GC      | SG      | %       |
| ------- | ------------- | ------- | ------- | ------- | ------- | ------- | ------- | ------- | ------- | ------- |
| 1       | Igrejinha     | 20      | 10      | 6       | 2       | 2       | 15      | 9       | 6       | 66      |
| 2       | Grêmio B      | 18      | 10      | 5       | 3       | 2       | 15      | 7       | 8       | 59      |
| 3       | Três Passos   | 18      | 10      | 5       | 3       | 2       | 10      | 5       | 5       | 55      |
| 4       | Gaúcho        | 16      | 10      | 5       | 1       | 4       | 12      | 14      | -2      | 55      |
| 5       | PRS Garibaldi | 13      | 10      | 4       | 1       | 5       | 10      | 11      | -1      | 48      |
| 6       | Elite         | 0       | 10      | 0       | 0       | 10      | 2       | 18      | -16     | 0       |

|  |                                             |
|  | Equipes classificadas às Quartas de finais. |

| Resultados (Resumo) | Resultados (Resumo) | Resultados (Resumo) | Resultados (Resumo) | Resultados (Resumo) | Resultados (Resumo) | Resultados (Resumo) |
| Clube               | ELI                 | GAU                 | GRE                 | IGR                 | PRS                 | TRE                 |
| ------------------- | ------------------- | ------------------- | ------------------- | ------------------- | ------------------- | ------------------- |
| [CANC2]Elite        |                     | 0 – 1               | 0 – 1               | 0 – 2               | 0 – 2               | 0 – 1               |
| Gaúcho              | 3 – 1               |                     | 0 – 0               | 1 – 0               | 2 – 1               | 1 – 0               |
| Grêmio B            | 5 – 1               | 3 – 2               |                     | 0 – 0               | 2 – 0               | 1 – 1               |
| Igrejinha           | 1 – 0               | 3 – 2               | 1 – 3               |                     | 2 – 1               | 2 – 0               |
| PRS Garibaldi       | 1 – 0               | 3 – 0               | 1 – 0               | 1 – 3               |                     | 0 – 0               |
| Três Passos         | 1 – 0               | 3 – 0               | 1 – 0               | 1 – 1               | 2 – 0               |                     |

|  |                     |  |        |  |                      |
|  | Vitória do Mandante |  | Empate |  | Vitória do Visitante |

NOTA ^  Com dificuldades financeiras, a Equipe do Elite também comunicou à FGF, a desistência da competição após a quinta rodada. Segundo regulamento, cancelam-se todas as partidas não disputadas, aplicando-se o escore convencional de 1-0 em favor dos adversários do clube desistente. Os escores anteriores ficam mantidos, porém os pontos referentes às partidas disputadas (vencidas ou empatadas) são transferidos ao adversário.

## Fase final
Em itálico, os times que possuem o mando de campo no primeiro jogo do confronto e em negrito os times classificados. De acordo com o regulamento, nos confrontos em que houver um representante da dupla Grenal, este realizará a primeira partida em casa.
|  | Quartas de final | Quartas de final | Quartas de final | Quartas de final |       |                 | Semifinais       | Semifinais       | Semifinais       | Semifinais       |  |                 | Final             | Final             | Final             | Final             |  |  |
|  | 12 a 16 de julho | 12 a 16 de julho | 12 a 16 de julho | 12 a 16 de julho |       |                 | 27 a 30 de julho | 27 a 30 de julho | 27 a 30 de julho | 27 a 30 de julho |  |                 | 02 e 06 de agosto | 02 e 06 de agosto | 02 e 06 de agosto | 02 e 06 de agosto |  |  |
|  |                  |                  |                  |                  |       |                 |                  |                  |                  |                  |  |                 |                   |                   |                   |                   |  |  |
|  | Internacional B  | 4                | 2                | 6                |       |                 |                  |                  |                  |                  |  |                 |                   |                   |                   |                   |  |  |
|  | Gaúcho           | 0                | 0                | 0                |       |                 |                  |                  |                  |                  |  |                 |                   |                   |                   |                   |  |  |
|  | Gaúcho           | 0                | 0                | 0                |       | Internacional B | 2                | 2                | 4                |                  |  |                 |                   |                   |                   |                   |  |  |
|  |                  |                  |                  |                  |       | Internacional B | 2                | 2                | 4                |                  |  |                 |                   |                   |                   |                   |  |  |
|  |                  | Grêmio B         | 1                | 2                | 3     |                 |                  |                  |                  |                  |  |                 |                   |                   |                   |                   |  |  |
|  | Grêmio B         | Grêmio B         | 1                | 2                | 3     | 1               | 2                | 3                |                  |                  |  |                 |                   |                   |                   |                   |  |  |
|  | Grêmio B         |                  |                  |                  |       | 1               | 2                | 3                |                  |                  |  |                 |                   |                   |                   |                   |  |  |
|  | Rio Grande       | 0                | 0                | 0                |       |                 |                  |                  |                  |                  |  |                 |                   |                   |                   |                   |  |  |
|  | Rio Grande       | 0                | 0                | 0                |       |                 |                  |                  |                  |                  |  | Internacional B | 4                 | 5                 | 9                 |                   |  |  |
|  |                  |                  |                  |                  |       |                 |                  |                  |                  |                  |  | Internacional B | 4                 | 5                 | 9                 |                   |  |  |
|  |                  | Bagé             | 0                | 1                | 1     |                 |                  |                  |                  |                  |  |                 |                   |                   |                   |                   |  |  |
|  | Igrejinha        | Bagé             | 0                | 1                | 1     | 1               | 2                | 3                |                  |                  |  |                 |                   |                   |                   |                   |  |  |
|  | Igrejinha        |                  |                  |                  |       | 1               | 2                | 3                |                  |                  |  |                 |                   |                   |                   |                   |  |  |
|  | Novo Horizonte   | 1                | 0                | 1                |       |                 |                  |                  |                  |                  |  |                 |                   |                   |                   |                   |  |  |
|  | Novo Horizonte   | 1                | 0                | 1                |       | Igrejinha       | 0                | 0                | 0 (3)            |                  |  |                 |                   |                   |                   |                   |  |  |
|  |                  |                  |                  |                  |       | Igrejinha       | 0                | 0                | 0 (3)            |                  |  |                 |                   |                   |                   |                   |  |  |
|  |                  | Bagé (pen)       | 0                | 0                | 0 (4) |                 |                  |                  |                  |                  |  |                 |                   |                   |                   |                   |  |  |
|  | Bagé             | Bagé (pen)       | 0                | 0                | 0 (4) | 0               | 2                | 2                |                  |                  |  |                 |                   |                   |                   |                   |  |  |
|  | Bagé             |                  |                  |                  |       | 0               | 2                | 2                |                  |                  |  |                 |                   |                   |                   |                   |  |  |
|  | Três Passos      | 1                | 0                | 1                |       |                 |                  |                  |                  |                  |  |                 |                   |                   |                   |                   |  |  |

- O Bagé havia vencido a partida por 2–1. O resultado de 1–0, foi determinado pelo TJD, após o Clube ser considerado culpado pela escalação irregular do jogador Vítor Oliveira dos Santos.[13]

### Jogos de Ida
| Quarta-feira, 12 de julho | Internacional B                        | 4 – 0  | Gaúcho | Estádio Morada dos Quero-Queros, Alvorada                        |
| 15:00                     | Valdemir 5' · Joanderson 26', 31', 89' | Súmula |        | Público: 0 Renda: R$ 0,00 Árbitro: RS Marcus Vinícius dos Santos |

| Internacional B | Gaúcho |

| Quarta-feira, 12 de julho | Grêmio B      | 1 – 0  | Rio Grande | CT Hélio Dourado, Eldorado do Sul                                 |
| 15:00                     | Lucas Rex 45' | Súmula |            | Público: 58 Renda: R$ 0,00 Árbitro: RS Marcelo Cavalheiro Pereira |

| Grêmio B | Rio Grande |

| Quarta-feira, 12 de julho | Novo Horizonte | 1 – 1  | Igrejinha              | Estádio Cristo Rei, São Leopoldo                           |
| 15:00                     | Paulinho 85'   | Súmula | 90+2' Guilherme Pitoco | Público: 30 Renda: R$ 300,00 Árbitro: RS Eder Davi Zanella |

| Novo Horizonte | Igrejinha |

| Quarta-feira, 12 de julho | Três Passos | 1 – 0                             | Bagé                         | CT TAC/Futebol com Vida, Três Passos                                   |
| 15:00                     | Kauê 78'    | 1 – 2 (Resultado Original) Súmula | 47' Fernandinho · 57' Ângelo | Público: 79 Renda: R$ 790,00 Árbitro: RS Douglas Schwenberger da Silva |

| Três Passos | Bagé |

- O Bagé havia vencido a partida por 2–1. O resultado de 1–0, foi determinado pelo TJD, após o Clube ser considerado culpado pela escalação irregular do jogador Vítor Oliveira dos Santos.[13]

### Jogos de Volta
| Domingo, 16 de julho | Gaúcho | 0 – 2  | Internacional B            | Arena Wolmar Salton, Passo Fundo                                    |
| 15:00                |        | Súmula | 8' Robério · 66' Yan Peter | Público: 50 Renda: R$ 500,00 Árbitro: RS Marcelo Cavalheiro Pereira |

| Gaúcho | Internacional B |

| Domingo, 16 de julho | Rio Grande | 0 – 2  | Grêmio B            | Estádio Aldo Dapuzzo, Rio Grande |
| 15:00                |            | Súmula | 6' Dudu · 27' Erick | Árbitro: RS Lucas Guimarães Horn |

| Rio Grande | Grêmio B |

| Domingo, 16 de julho | Igrejinha                     | 2 – 0  | Novo Horizonte | Estádio Alberto Carlos Schwingler, Igrejinha              |
| 15:00                | Lucas Schulz 40' · Dariel 44' | Súmula |                | Público: 523 Renda: R$ 5.270,00 Árbitro: RS David Baquini |

| Igrejinha | Novo Horizonte |

| Domingo, 23 de julho | Bagé                         | 2 – 0  | Três Passos | Estádio Pedra Moura, Bagé                                              |
| 16:00                | Ângelo 37' · Fernandinho 81' | Súmula |             | Público: 185 Renda: R$ 2.870,00 Árbitro: RS Jean Pierre Gonçalves Lima |

| Bagé | Três Passos |

### Jogos de Ida
| Quinta-feira, 27 de julho | Grêmio B      | 1 – 2  | Internacional B            | CT Hélio Dourado, Eldorado do Sul                                 |
| 15:00                     | Lucas Rex 87' | Súmula | 33' Bertotto · 72' Mossoró | Público: 376 Renda: R$ 0,00 Árbitro: RS Érico Andrade de Carvalho |

| Grêmio B | Internacional B |

| Quinta-feira, 27 de julho | Bagé | 0 – 0  | Igrejinha | Estádio Pedra Moura, Bagé                                       |
| 20:00                     |      | Súmula |           | Público: 89 Renda: R$ 1.130,00 Árbitro: RS Peterson Luiz Regert |

| Bagé | Igrejinha |

### Jogos de Volta
| Domingo, 30 de julho | Internacional B            | 2 – 2  | Grêmio B                        | Estádio Morada dos Quero-Queros, Alvorada                        |
| 11:00                | André 48' · Joanderson 53' | Súmula | 15' Jean Pyerre · 90+3' Batista | Público: 400 Renda: R$ 0,00 Árbitro: RS Vinícius Gomes do Amaral |

| Internacional B | Grêmio B |

| Domingo, 30 de julho | Igrejinha | 0 – 0  | Bagé | Estádio Carlos Alberto Schwingler, Igrejinha                            |
| 16:00                |           | Súmula |      | Público: 434 Renda: R$ 4.380,00 Árbitro: RS Douglas Schwengber da Silva |

|                                             |       | Penalidades                                           |  |
| Felipe Cleiton Lucas Schulz Xandy Diórgenes | 3 – 4 | Diego Rocha Raphinha Ângelo Fernandinho Bruno Freitas |  |

| Igrejinha | Bagé |

### Final
Jogo de Ida
| Quinta-feira, 03 de agosto | Internacional B                                               | 4 – 0  | Bagé | Estádio Morada dos Quero-Queros, Alvorada |
| 11:00                      | Windson 28' · Valdemir 51' · Joanderson 70' · Pedro Lucas 77' | Súmula |      | Árbitro: RS Daniel Aloysius Soder         |

| Internacional B | Bagé |

Jogo de Volta
| Domingo, 06 de agosto | Bagé            | 1 – 5  | Internacional B                                    | Estádio Pedra Moura, Bagé               |
| 15:00                 | Fernandinho 16' | Súmula | 10', 37' André · 43', 87' Joanderson · 48' Leandro | Árbitro: RS Anderson da Silveira Farias |

| Bagé | Internacional B |

## Premiação
| Campeonato Gaúcho de Futebol Segunda Divisão de 2017 |
| Porto Alegre                                         |
| ---------------------------------------------------- |
| Internacional B Campeão (1.º título)                 |

## Estatísticas

### Público
Maiores Públicos

### Artilharia
| Pos. | Jogador         | Equipe          | Gols |
| ---- | --------------- | --------------- | ---- |
| 1º   | Joanderson      | Internacional B | 21   |
| 2º   | André           | Internacional B | 11   |
| 3º   | Cláudio Winck   | Internacional B | 10   |
| 4º   | Douglas         | PRS Garibaldi   | 9    |
| 5º   | Castilhos       | Bagé            | 8    |
| 5º   | Adilson         | Gaúcho          | 8    |
| 7º   | Igor Nobre      | Bagé            | 7    |
| 7º   | Tuta            | Novo Horizonte  | 7    |
| 9º   | Lima            | Grêmio B        | 6    |
| 9º   | Lucas Schulz    | Igrejinha       | 6    |
| 9º   | Tanque Gonzalez | Nova Prata      | 6    |
| 9º   | Júnior Saudade  | Três Passos     | 6    |

### Hat Tricks
| Jogador      | Clube           | Adversário         | Placar | Data        | Ref.   |
| ------------ | --------------- | ------------------ | ------ | ----------- | ------ |
| Patrick      | Grêmio B        | Elite              | 5 - 1  | 21 de junho | [ 24 ] |
| Ty Sandows   | Grêmio B        | Gaúcho             | 7 - 1  | 8 de abril  | [ 25 ] |
| André        | Internacional B | Riograndense       | 6 - 0  | 10 de maio  | [ 26 ] |
| Joanderson   | Internacional B | Gaúcho             | 4 - 0  | 14 de julho | [ 27 ] |
| Mila         | Internacional B | Novo Horizonte     | 5 - 0  | 1 de julho  | [ 28 ] |
| Fábio Buda   | Sapucaiense     | Guarany de Camaquã | 4 - 1  | 21 de maio  | [ 29 ] |
| Vítor Ramos4 | Três Passos     | Nova Prata         | 5 - 0  | 28 de maio  | [ 30 ] |

4 Marcou 4 gols.

## Classificação Final
^ O Novo Horizonte perdeu 3 pontos devido a escalação de um jogador irregular.

^ Devido a diferença do número de equipes por grupo, para efeito de Classificação, considera-se, como primeiro critério de desempate, o percentual de aproveitamento obtido durante a competição, conforme Artigo 11 do Regulamento.

## Fatos Curiosos
- Jogador do Sapucaiense preso durante partida

O jogador Marlon Natanael de Lima Alexandre, foi preso durante o jogo entre Sapucaiense e Farroupilha, válido pela oitava rodada da Primeira Fase. A polícia invadiu o Estádio Arthur Mesquita Dias e deu voz de prisão ao jogador que estava no banco da equipe do Sapucaiense. Marlon tinha quatro mandados de prisão em aberto. Um deles por suspeita de participar de sequestro, em outubro de 2016, de uma mulher que saía de um shopping em Porto Alegre.
- Riograndense desiste da competição

O Riograndense anunciou a desistência de sua participação na competição através de um comunicado endereçado à FGF. A desistência se deu pela não liberação do Estádio dos Eucaliptos para realização de partidas mesmo com os portões fechados. O clube também não conseguiu prorrogar o empréstimo do Estádio Presidente Vargas, de propriedade do Inter de Santa Maria, onde mandou seis das sete partidas da primeira fase. A situação se agravou pela não-renovação de acordos com boa parte do elenco e com o próprio técnico Leonardo Ribeiro, que acabou pedindo dispensa. Segundo artigo 39 do regulamento, o Clube desistente ficará dois anos (2018 e 2019) impedido de participar de qualquer competição organizada pela FGF, além de ser multado.
- Elite desiste da competição

O Elite, após a quinta rodada da segunda fase, também anunciou a desistência da competição. O clube enfrentava dificuldades financeiras e a situação se agravou quando o técnico interino Rafael Locatelli entregou o cargo, as vésperas do confronto contra o PRS Garibaldi. Com elenco reduzido devido às dispensas, departamento médico e com atraso de salários, os jogadores comunicaram que não disputariam mais o campeonato pelo clube. Com a desistência, o Elite sofrerá as mesmas sanções aplicadas ao Riograndense.

## Ligações Externas
- Página Oficial da FGF